# Episodi di Love, Death & Robots (prima stagione)

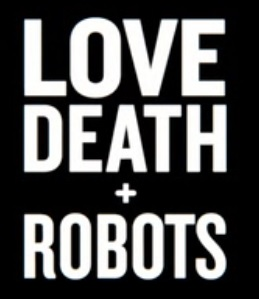

La prima stagione della serie animata Love, Death & Robots, composta da 18 episodi, è stata interamente distribuita su Netflix il 15 marzo 2019, in tutti i paesi in cui il servizio è disponibile.
| nº | Titolo originale          | Titolo italiano         | Pubblicazione |
| -- | ------------------------- | ----------------------- | ------------- |
| 1  | Three Robots              | Tre robot               | 15 marzo 2019 |
| 2  | Beyond the Aquila Rift    | Oltre Aquila            | 15 marzo 2019 |
| 3  | Ice Age                   | L'era glaciale          | 15 marzo 2019 |
| 4  | Sonnie's Edge             | Il vantaggio di Sonnie  | 15 marzo 2019 |
| 5  | When The Yogurt Took Over | Il dominio dello yogurt | 15 marzo 2019 |
| 6  | Secret War                | La guerra segreta       | 15 marzo 2019 |
| 7  | Sucker of Souls           | Il succhia-anime        | 15 marzo 2019 |
| 8  | The Witness               | La testimone            | 15 marzo 2019 |
| 9  | Suits                     | Tute meccanizzate       | 15 marzo 2019 |
| 10 | Good Hunting              | Buona caccia            | 15 marzo 2019 |
| 11 | The Dump                  | La discarica            | 15 marzo 2019 |
| 12 | Shape-Shifters            | Mutaforma               | 15 marzo 2019 |
| 13 | Fish Night                | La notte dei pesci      | 15 marzo 2019 |
| 14 | Helping Hand              | Dare una mano           | 15 marzo 2019 |
| 15 | Alternate Histories       | Alternative storiche    | 15 marzo 2019 |
| 16 | Lucky 13                  | Dolci tredici anni      | 15 marzo 2019 |
| 17 | Blindspot                 | Punto cieco             | 15 marzo 2019 |
| 18 | Zima Blue                 | Zima Blue               | 15 marzo 2019 |

## Tre robot
- Titolo originale: Three Robots
- Diretto da: Victor Maldonado, Alfredo Torres
- Scritto da: Philip Gelatt
- Tratto dal racconto di John Scalzi Three Robots Experience Objects Left Behind from the Era of Humans for the First Time
- Studio di animazione: Blow Studio (Spagna)
- Durata: 12 minuti

### Trama
In un futuro post-apocalittico, in cui gli umani si sono completamente estinti, tre robot (di cui uno ultimo membro dalla famiglia di console "XBOT" e un altro discendente di una nobile casata di baby monitor) fanno una gita turistica per le rovine di una città umana, cosparsa dei cadaveri decomposti dei suoi abitanti. I robot turisti scattano foto, vedono i resti dei loro antenati, fanno battute e discutono sull'irrazionalità degli umani, che considerano creature completamente assurde.  Durante la visita al gruppo si unisce un gatto randagio che i tre mantengono per paura che, se smettessero di accarezzarlo, potesse  esplodere. L'ultima tappa della visita è una testata nucleare inesplosa, una conferma che l'umanità sembrerebbe essere giunta all'estinzione per via dell'inquinamento dell'ecosistema, della loro stupidità e della loro arroganza. In realtà il vero errore della razza umana fu modificare geneticamente i gatti in modo da fornirli di pollice opponibile. Una volta divenuti quindi capaci di aprirsi da soli le scatolette di tonno, i gatti hanno sterminato gli umani, come rivela il randagio stesso ai robot, quando inizia inaspettatamente a parlare.  Di fronte all'osservazione di uno dei due robot per cui si sarebbe trattato di un'azione davvero spietata, il gatto risponde che non dovevano aspettarsi niente di meno da dei gatti. La puntata si chiude con l'apparizione di numerosi altri gatti randagi nel silo che contiene la bomba desiderosi di essere accarezzati.
- Doppiatori: Josh Brener, Gary Anthony Williams, Chris Parnell

## Oltre Aquila
- Titolo originale: Beyond the Aquila Rift
- Diretto da: Léon Bérelle, Dominique Boidin, Rémi Kozyra, Mazime Luère
- Scritto da: Philip Gelatt
- Tratto dall'omonimo racconto di Alastair Reynolds
- Studio di animazione: Unit Image (Francia)
- Durata: 17 minuti

### Trama
Un'astronave si sta preparando ad attraversare un portale iperspaziale per un viaggio attraverso la galassia, e l'equipaggio traccia la rotta e poi viene ibernato in delle capsule di stasi. L'operazione che sembra di routine consolidata porta l'equipaggio a risvegliarsi in seguito ad un'avaria in una stazione di riparazione, venendo accolta da una donna di nome Greta, una vecchia conoscenza del capitano Thom. L'ufficiale addetta a calcolare la rotta ritiene che sia impossibile che i calcoli siano sbagliati ma in seguito al prolungato periodo di stasi ha un mancamento che porta Greta e il capitano a ibernarla nuovamente per ridurre gli effetti collaterali. Durante la permanenza nella stazione il capitano scopre che l'errore che li ha portati fuori rotta è più comune di quanto pensasse e che in realtà si trovano a migliaia di anni luce dalla Terra, dove sono passati centinaia di anni rispetto al momento della loro partenza. I sospetti trovano fondamento quando Greta rivela al capitano di trovarsi all'interno di una simulazione della stazione e che lei non è ciò che sembra; il capitano pretende di vedere la realtà in cui si trova e Greta acconsente, nonostante cerchi di opporsi in tutti i modi. Il capitano si risveglia, uscendo dalla stasi, nel relitto della sua astronave, emaciato e con la barba incolta. Guardando lo spettrale scenario, si accorge che tutte le navi perdute sono collegate insieme da una matrice biologica simile a una ragnatela. Attratto da un rumore vede la vera natura di "Greta", che in realtà è una creatura quadrupede simile a un insetto e urlando perde conoscenza, per poi nuovamente risvegliarsi dalla capsula in compagnia della Greta umana, lasciando intendere di essere in una nuova simulazione, ripartita dall'inizio.
- Doppiatori: Henry Douthwaite, Madeleine Knight, Rebecca Banatvala, Delroy Brown, Grahame Fox

## L'era glaciale
- Titolo originale: Ice Age
- Diretto da: Tim Miller
- Scritto da: Philip Gelatt
- Tratto dall'omonimo racconto di Michael Swanwick
- Studio di animazione: Digic Pictures (Ungheria) e Atomic Fiction (Stati Uniti)
- Durata: 10 minuti

### Trama
Una giovane coppia trasferitasi in una nuova casa scopre che nel freezer si è sviluppata una microscopica civiltà vivente nel Medioevo. Successivamente, la civiltà si sviluppa fino all'era industriale e all'età moderna ma poi viene devastata da una guerra nucleare (le cui esplosioni causano una lieve ustione alla faccia dell'uomo). 
Incerti sulla sopravvivenza di quella civiltà, la coppia ordina due pizze; in seguito, riaprendo il freezer, scoprono che la civiltà è sopravvissuta e sta costruendo una futuristica città alveare che poi apre un portale per un'altra dimensione e scompare. 
La coppia, allora, decide di buttare il vecchio freezer ma scopre che è avvenuta un'altra Preistoria, tuttavia, per un imprecisato motivo, nel modo sbagliato (infatti, accanto ai dinosauri, sono presenti degli ominidi).
- Cast: Mary Elizabeth Winstead, Topher Grace
- Doppiatori: John DiMaggio, Roger Craig Smith

## Il vantaggio di Sonnie
- Titolo originale: Sonnie's Edge
- Diretto da: Dave Wilson
- Scritto da: Philip Gelatt
- Tratto dall'omonimo racconto di Peter F. Hamilton
- Studio di animazione: Blur Studio (Stati Uniti)
- Durata: 17 minuti

### Trama
Un gruppo di tre persone, un uomo e due donne, partecipa a combattimenti clandestini in cui bestie addestrate sono messe in collegamento mentale con il pilota e si scontrano in un'arena. Un ricco allibratore propone un'ingente somma al gruppo per perdere un incontro truccato, ma i tre rifiutano. Durante il match Sonnie ha la meglio contro l'avversario nonostante uno stratagemma ai limiti del regolamento, e ne decapita la bestia da combattimento. In seguito all'incontro, la bella assistente dell'allibratore seduce la "pilota" del mostro con la scusa dell'ammirazione, ma il tutto si rivela un doppio gioco per ucciderla. Con la pilota in fin di vita con il cranio spaccato a terra, si scopre che in realtà la mente della pilota è stata trasferita nel mostro e la puntata si conclude con il mostro stesso che uccide allibratore e assistente.
- Doppiatori: Helen Sadler, Hayley McLaughlin, Time Winters, Omid Abtahi, Christine Adams, Hakeem Kae-Kazim, Braden Lynch

## Il dominio dello yogurt
- Titolo originale: When The Yogurt Took Over
- Diretto da: Victor Maldonado, Alfredo Torres
- Scritto da: Janis Robertson
- Tratto dall'omonimo racconto di John Scalzi
- Studio di animazione: Blow Studio (Spagna)

### Trama
In un esperimento di biologia le cellule del Lactobacillus Bulgaricus vengono alterate geneticamente e portano lo yogurt ad acquisire intelligenza e consapevolezza di sé. Lo yogurt giunge a un accordo col Presidente degli Stati Uniti nel quale provvederà la formula matematica per risolvere il debito nazionale in cambio dello stato dell'Ohio, ma gli umani non applicano la formula alla lettera e tutta la Terra, a parte l'Ohio sotto il dominio dello Yogurt, crolla nella post-apocalisse. Per risolvere la situazione allo Yogurt vengono conferiti i pieni poteri e grazie al suo governo illuminato la Terra si ritrova nuovamente prospera e in pace. Un giorno delle grandi astronavi a forma di bricco di yogurt abbandonano il pianeta mentre una voce fuori campo si domanda cosa ne sarebbe dell'umanità se la specie più intelligente del mondo decidesse di intraprendere la conquista dello spazio lasciandoci indietro.
- Doppiatori: Maurice LaMarche, Alexia Dox

## La guerra segreta
- Titolo originale: The Secret War
- Diretto da: István Zorkóczy
- Scritto da: Philip Gelatt
- Tratto dall'omonimo racconto di David W. Amendola
- Studio di animazione: Digic Pictures (Ungheria)
- Durata: 16 minuti

### Trama
Durante la Seconda guerra mondiale, nell'Unione Sovietica, un gruppo di soldati sta perlustrando un villaggio i cui abitanti sono stati barbaramente uccisi; scoprono che i responsabili sono dei Ghoul che erano stati evocati da occultisti della Čeka, il quale aveva intenzione di utilizzarli come armi di guerra ma il rituale fallì e i Ghoul li massacrarono. 
Successivamente, mentre i soldati stanno tentando di sigillare (con dell'esplosivo) il luogo in cui sono apparsi i Ghoul, le creature appaiono e li attaccano; per tutta la notte, la squadra affronta eroicamente le creature ma viene sterminata. 
Tuttavia, la mattina successiva (grazie a un giovane soldato inviato dall'ufficiale per avvertire il comando delle creature), i Ghoul iniziano a venir sterminati dalle bombe dell'aviazione sovietica.
- Doppiatori: Stefan Kapičić, Bruce Thomas, Jeff Berg, Antonio Alvarez, Victor Brandt

## Il succhia-anime
- Titolo originali: Sucker of Souls
- Diretto da: Owen Sullivan
- Scritto da: Philip Gelatt
- Tratto dall'omonimo racconto di Kirsten Cross
- Studio di animazione: Studio La Cachette (Francia)
- Durata: 13 minuti

### Trama
Un archeologo e un mercenario si fanno strada in una tomba antica, fino a che non si imbattono in un mostro dalla forma umanoide che divora l'assistente dell'archeologo. Il mostro viene rivelato come essere il conte Dracula e apostrofa la squadra parlando in romeno. L'archeologo e il mercenario riescono a fuggire in una camera dove si ricongiungono ad altri due mercenari membri della spedizione, sempre tallonati dal mostro in questione. Per permettere la fuga viene tesa una trappola usando del C4 mentre la squadra fugge attraverso un passaggio segreto dietro al trono presente nella stanza. Il mostro viene ucciso dall'esplosione ma la squadra si ritrova in una segreta popolata dai suoi simili.
- Doppiatori: Michael Benyaer, Fred Tatasciore, Laura Waddell, Jonathan Cahill, Scott Whyte

## La testimone
- Titolo originale: The Witness
- Diretto da: Alberto Mielgo
- Scritto da: Alberto Mielgo
- Studio di animazione: Pinkman.TV (Spagna)
- Durata: 12 minuti

### Trama
Una giovane ragazza si risveglia in una camera d'albergo con dei flashback relativamente ad aver assistito a un omicidio per colpa di un uomo con i baffi e gli occhiali da sole. Guardando fuori dalla finestra si accorge che nell'edificio di fronte l'uomo del flashback la sta fissando. Inizia così una fuga disperata prima con un taxi poi attraverso un night club con l'uomo misterioso alle calcagna, e alla fine la ragazza entra in un condominio tallonata dall'uomo che le chiede di fermarsi per parlare. Dopo una breve colluttazione la ragazza uccide il presunto assassino con una sequenza uguale a quella dei flashback e stavolta è l'uomo a risvegliarsi nella stessa camera dell'inizio della puntata.
- Doppiatori: Emily O'Brien, Ben Sullivan, Matt Yang King, Nolan North, Anastasia Foster

## Tute meccanizzate
- Titolo originale: Suits
- Diretto da: Franck Balson
- Scritto da: Philip Gelatt
- Tratto dall'omonimo racconto di Steven Lewis
- Studio di animazione: Blur Studio (Stati Uniti)
- Durata: 17 minuti

### Trama
In quella che sembra una fattoria del Midwest americano una donna tiene sotto controllo il perimetro alla ricerca di non meglio specificate anomalie, e in seguito all'apparire di un blink sul radar manda il marito, Hank, a controllare. Egli, dotato di un esoscheletro meccanizzato, raggiunge il luogo dell'anomalia dove da un portale fuoriescono delle creature quadrupedi simili a insetti che aggrediscono le vacche nelle vicinanze. Risolta l'anomalia la moglie segnala che un enorme numero di portali si sta aprendo ai confini della fattoria e l'uomo, insieme ai vicini anch'essi dotati di esoscheletri meccanizzati, cerca di prendere tempo per permettere l'evacuazione del vicinato in un bunker. L'invasione vede migliaia di insettoidi attraversare il portale principale, il più grande, e le cose si fanno difficili fino al punto che uno dei vicini è costretto a uccidersi facendo autodistruggere il suo esoscheletro per poter permettere agli altri di guadagnare altro tempo. A un certo punto un mostro di dimensioni enormi esce dal portale per poi essere sconfitto dopo una strenua lotta dall'azione combinata di Hank e sua moglie. L'episodio si conclude con una panoramica del pianeta che si scopre non essere la Terra, dove gli umani vivono all'interno di cupole sulla superficie costruite per impedire l'ingresso dei mostri.
- Doppiatori: Neil Kaplan, G. K. Bowes, Scott Whyte, Courtenay Taylor, Tudi Roche

## Buona caccia
- Titolo originale: Good Hunting
- Diretto da: Oliver Thomas
- Scritto da: Philip Gelatt
- Tratto dall'omonimo racconto di Ken Liu
- Studio di animazione: Red Dog Culture House (Corea del Sud)
- Durata: 17 minuti

### Trama
Nella Cina novecentesca, un cacciatore di spiriti di nome Renshu e il suo giovane figlio Liang attendono, nella casa del figlio di un mercante locale, che arrivi la creatura che l'ha stregato: una volpe con le sembianze di una donna; quando Tsiao-Jung (la creatura) arriva, l'uomo le getta addosso dell'urina che l'intrappola in una forma ibrida e poi la insegue nella sua tana. Anche Liang arriva nella tana e incontra Yan (la figlia della creatura) con cui discute riguardo la vera natura delle creature; in seguito, arriva Tsiao-Jung che avverte la figlia di non fermarsi a parlare col giovane umano ma viene decapitata dal cacciatore. Al sopraggiungere dell'uomo, che chiede al figlio se ha notato delle cucciole delle creature, Yan si nasconde mentre il ragazzo (per proteggerla) nega di averle viste per poi andarsene con lui per riscuotere la taglia per l'uccisione della Huli jing; la figlia della creatura, invece, fugge via.
Cinque anni dopo, in seguito alla morte del padre Renshu, Liang è diventato amico di Yan (che non lo odia per i crimini del padre); la ragazza lo informa delle sue sempre maggiori maggiori difficoltà nelle trasformazioni, a causa delle modernità meccaniche che stanno iniziando ad arrivare anche in Cina e che prosciugano la magia (indebolendo, sempre di più, la ragazza e le altre creature magiche) mentre il ragazzo le comunica che abbandonerà il villaggio. Dopo altri cinque anni, si è trasferito a Hong Kong, dominata dagli inglesi, dove lavora come ferroviere sulla Victoria Peak; una sera, rincontra Yan (ridotta a lavorare come prostituta) e, dopo averla salvata da quattro uomini inglesi che la stavano importunando, parla con lei a proposito delle loro vite sotto gli inglesi.
Dopo altri anni, osservando le futuristiche macchine attorno a lui, Liang scopre di essere portato per la robotica e si diletta nella costruzione di animali meccanici viventi. Una notte, sentendo dei rumori nell'appartamento in cui vive, si sveglia e trova Yan, venuta in cerca del suo aiuto: infatti, con immenso orrore del ragazzo, rivela di essere stata trasformata in un cyborg dal governatore della città (un cliente che ha frequentato per mesi e che ha scoperto essere un meccanofilo) che la esibì come suo trofeo personale. La ragazza conclude il racconto, rivelando che, una notte (avendone abbastanza delle perversioni dell'uomo) cercò di ribellarsi alle sue richieste ma venne aggredita dall'uomo; per legittima difesa (ma anche per rancore), lo uccise.
Liang, impietosito, acconsente alla sua richiesta di aiutarla a cacciare tutti gli uomini che (in nome del progresso) feriscono le creature magiche come lei. Dopo aver finito di modificarle il corpo meccanico in un corpo che si trasformi in una volpe, le augura una buona caccia mentre la osserva allontanarsi per la città; raggiunto un vicolo, Yan uccide tre uomini inglesi che stavano cercando di violentare una prostituta.
- Doppiatori: Elaine Tan, Matt Yang King, Gwendoline Yeo, Maddox Henry, Sumalee Montano, JB Blanc

## La discarica
- Titolo originale: The Dump
- Diretto da: Javier Recio Gracia
- Scritto da: Philip Gelatt
- Tratto dall'omonimo racconto di Joe R. Lansdale
- Studio di animazione: Able & Baker (Spagna)
- Durata: 10 minuti

### Trama
Un agente governativo deve espropriare un terreno su cui si trova una enorme discarica per fare spazio a un cantiere. Il vecchio proprietario che vive in mezzo alla sporcizia e ai rifiuti acconsente solo a patto di poter raccontare la storia del suo amico. Durante il racconto si scopre che l'amico del proprietario della discarica è stato mangiato da un mostro formato dai rifiuti chiamato Otto, che ha assimilato oltre all'amico anche un cane randagio e svariate cianfrusaglie. Alla fine del racconto Otto compare dietro all'agente governativo e lo mangia, e l'episodio si conclude con il proprietario della discarica che gioca con Otto come se fosse un cane.
- Doppiatori: Nolan North, André Sogliuzzo, Gary Cole

## Mutaforma
- Titolo originale: Shape-Shifters
- Diretto da: Gabriele Pennacchioli
- Scritto da: Philip Gelatt
- Tratto dal racconto di Marko Kloos On the Use of Shape-shifters in Warfare
- Studio di animazione: Blur Studio (Stati Uniti d'America)
- Durata: 16 minuti

### Trama
In Afghanistan un marine sta camminando davanti a un Humvee sondando il terreno, e grazie ai propri sensi estremamente sviluppati per un essere umano individua un cecchino e permette all'Humvee di abbattere l'edificio dove si trova e tornare salvo alla base. Si scopre che lui e un collega sono definiti "dog soldiers" dagli altri marines per la loro natura simile a quella dei lupi mannari e discriminati dai commilitoni. In seguito a un cambio di strategia la coppia di soldati mannari viene divisa e il compagno del protagonista viene inviato di guardia su una montagna vicina, da dove dopo qualche giorno arriva una richiesta di soccorso. Il protagonista parte da solo di corsa verso la montagna per scoprire che tutti i soldati sono stati uccisi da una creatura simile a loro, e il battaglione inizia a setacciare i villaggi vicini. Una notte, dopo aver riconosciuto l'odore del lupo mannaro addosso a un vecchio in un villaggio, lo sconfigge in un combattimento e, dopo essere tornato vittorioso, lascia la caserma per seppellire il compagno.
- Doppiatori: Graham Hamilton, Adam Bartley, Jim Pirri, James Horan, Ike Amadi

## La notte dei pesci
- Titolo originale: Fish Night
- Diretto da: Damian Nenow
- Scritto da: Philip Gelatt
- Tratto dall'omonimo racconto di Joe R. Lansdale
- Studio di animazione: Platige Image (Polonia)
- Durata: 10 minuti

### Trama
Due commessi viaggiatori si ritrovano con l'auto in panne in mezzo al deserto e sono costretti ad attendere l'alba per incamminarsi verso una vicina stazione di servizio. Durante la notte il più anziano racconta che milioni di anni prima quel deserto era un fondale oceanico e i due si addormentano in macchina. Si svegliano notando che intorno all'auto ci sono pesci, rettili e artropodi preistorici che nuotano, e meravigliato il più giovane commesso si libera dei vestiti per nuotare con i pesci. Questo attrae l'attenzione di un animale simile a uno squalo che divora il giovane commesso viaggiatore nonostante gli avvertimenti del più anziano.
- Doppiatori: Kirk Thornton, Yuri Lowenthal

## Dare una mano
- Titolo originale: Helping Hand
- Diretto da: Jon Yeo
- Scritto da: Philip Gelatt
- Tratto dall'omonimo racconto di Claudine Griggs
- Studio di animazione: Axis Studios (Scozia)
- Durata: 10 minuti

### Trama
Un'astronauta deve eseguire un intervento di manutenzione su un satellite ma durante l'EVA un bullone vagante colpisce il sistema di supporto vitale della tuta, facendole perdere la presa e causando una depressurizzazione della riserva di ossigeno. Con i soccorsi in arrivo in un'ora ma con solo 14 minuti di ossigeno l'astronauta ricorre alla misura estrema di sigillare un braccio della tuta e sfilare la manica, sfruttando la 3a legge della dinamica (ogni azione genera una reazione uguale e contraria) lancia il guanto per farsi proiettare verso il satellite. La manovra fallisce e la disperata astronauta si strappa il braccio ormai congelato dalle basse temperature spaziali e fa un altro tentativo. L'episodio si conclude con l'astronauta al sicuro nella propria navetta, che ironizza col comando missione sul fatto che le farebbe comodo una mano.
- Doppiatori: Elly Condron, Chris Parson

## Alternative storiche
- Titolo originale: Alternate Histories
- Diretto da: Victor Maldonado, Alfredo Torres
- Scritto da: Philip Gelatt
- Tratto dal racconto di John Scalzi Missives from Possible Futures #1: Alternate History Search Results
- Studio di animazione: Sun Creature Studio (Danimarca)
- Durata: 7 minuti

### Trama
L'episodio si presenta come la demo di un software per simulare realtà alternative, e come esempio porta la domanda "Cosa sarebbe successo se Hitler fosse morto in un anno differente?". Vengono proposte sei possibilità, tra cui esiti differenti della prima e della seconda guerra mondiale; diversi individui raggiungono per primi la luna, tra cui Neil Armstrong, Vladimir Putin e Janine Lindemulder; vengono mostrati anche paradossi temporali e scenari apocalittici. L'episodio si conclude con l'utente che digita la domanda "Cosa sarebbe successo se Lincoln avesse sparato per primo?".
- Doppiatori: Rebecca Riedy, Dieter Jansen, Scott Whyte, Chris Cox

## Dolci tredici anni
- Titolo originale: Lucky 13
- Diretto da: Jerome Chen
- Scritto da: Philip Gelatt
- Tratto dall'omonimo racconto di Marko Kloos
- Studio di animazione: Sony Pictures Imageworks (Canada)
- Durata: 13 minuti

### Trama
Una giovane pilota in una guerra interplanetaria viene assegnata alla nave da sbarco peggiore dello squadrone, la Lucky 13, con la macabra fama di aver visto due equipaggi perire al suo interno, ma la prima missione è un successo senza che né la navicella, né la pilota né i soldati imbarcati subiscano danni. Le missioni procedono senza danni collaterali, la pilota viene promossa e le viene proposto di rottamare la vecchia navetta in cambio di uno degli ultimi modelli, ma lei rifiuta dicendo che non potrebbe abbandonare la Lucky 13, mostrando di provare affetto nei confronti del velivolo. Durante l'ultima missione la navicella viene abbattuta da un lanciarazzi e l'equipaggio deve abbandonarla, attivando l'autodistruzione per evitare che cada in mani nemiche. Molto a malincuore la pilota attiva la procedura, ma la nave non detona allo scadere del timer. L'AI di bordo attende finché la squadra nemica non si trova in prossimità per poi esplodere uccidendo i soldati avversari.
- Doppiatori: Samira Wiley, Daisuke Tsuji, Nestor Serrano, Stanton Lee, Noshir Dalal, Jeffrey Pierce, David Paladino, Jeff Schine, Melissa Sturm

## Punto cieco
- Titolo originale: Blindspot
- Diretto da: Vitaliy Shushko
- Scritto da: Vitaliy Shushko
- Studio di animazione: Elena Volk's Independent Studio (Russia)
- Durata: 8 minuti

### Trama
Un gruppo di quattro banditi robot su dei buggy da deserto, assistiti da un quinto robot poco lontano, devono rapinare un camion e rubare un chip contenuto al suo interno. La scorta del camion viene allertata ma i banditi la eliminano con delle mine, mentre come ultima difesa il camion attiva un grande robot che fa a pezzi i banditi sopravvissuti tranne il più giovane, un inesperto robot alle prime armi chiamato Rookie. Mentre Rookie sembra avere la peggio, il corpo decapitato di un suo complice incendia e distrugge il sistema di controllo del robot difensore, permettendogli di recuperare il chip. Rookie viene soccorso dal quinto robot, il quale gli spiega che prima di ogni colpo fa un back-up delle memorie dei suoi complici, che si riattivano e scherzano sul fatto che "la prima volta tutti piangono".
- Doppiatori: Aaron Himelstein, Carlos Alazraqui, Jill Talley, Brian Bloom, Chris Cox

## Zima Blue
- Titolo originale: Zima Blue
- Diretto da: Robert Valley
- Scritto da: Philip Gelatt
- Tratto dall'omonimo racconto di Alastair Reynolds
- Studio di animazione: Passion Animation Studios (Inghilterra)
- Durata: 10 minuti

### Trama
Una giornalista ha ricevuto l'invito per incontrare il famoso pittore Zima Blue, che si è ritirato a vita privata in un'isola senza fare più apparizioni in pubblico. Zima Blue racconta la sua storia di come avesse iniziato dipingendo grossi murales, in ognuno dei quali includeva un piccolo riquadro blu. Con il tempo i dipinti sono sempre in maggior misura coperti dalla stessa tinta blu fino a giungere a dipingere interi asteroidi di quel colore. Per questo Zima Blue racconta di aver rinunciato al suo corpo umano in cambio di un corpo cibernetico in grado di permettergli di viaggiare senza aver bisogno di equipaggiamento di sopravvivenza anche negli ambienti più ostili. Zima Blue presenta alla giornalista una piscina che sta restaurando e racconta la sua vera storia: in origine non era umano, ma era una semplice macchina per pulire una piscina da esterni, la stessa piscina nella sua isola, e lo Zima Blue è il nome commerciale della particolare tinta azzurra delle piastrelle della piscina. La proprietaria del robot, appassionata di tecnologia, ha modificato i suoi circuiti per fargli acquisire consapevolezza al fine di renderlo capace di apprezzare il piacere di un lavoro ben svolto; col passare degli anni il robot, passando di proprietario in proprietario, ha subito continue modifiche fino a renderlo di fatto un individuo cosciente. Alla presentazione della nuova opera, la piscina, Zima Blue si getta in acqua e volontariamente inizia a disattivare le alte funzioni cerebrali e a distaccare parti del suo corpo meccanico, fino a lasciare solo la parte originale, il robot pulitore di piscine che estrae la sua spazzola e inizia a fare ciò per cui è programmato, provando come unica emozione il piacere del proprio lavoro.
- Doppiatori: Kevin Michael Richardson, Emma Thornett